# Antelope Island
Antelope Island (Nederlands: Antilopeneiland) is een van de tien eilanden in het Great Salt Lake, ten westen van Salt Lake City in de Amerikaanse staat Utah. Het is 109 km³ groot en daarmee het grootste van de eilanden. Het maakt deel uit van het Antelope Island National State Park en wordt een schiereiland bij extreem lage waterstand. Het eiland is te bereiken via een dijkweg.
John Charles Frémont en Kit Carson werden, toen ze in 1845 het gebied verkenden, door de indianen geïnformeerd dat zij drinkbaar water en de gaffelbok, een soort uit de antilopenfamilie, op het eiland zouden aantreffen.
De herder Fielding Garr bouwde er een huis dat de oudste, permanent bewoonde woning van de staat Utah is. Het staat nog op zijn oorspronkelijke fundamenten en is open voor publiek. Mormonen hadden hier tot 1871 een kudde schapen. De opbrengst van het Perpetual Immigration Fund werd gebruikt om inwijkelingen financieel te ondersteunen. Een kudde van 600 bizons die anno 2015 op het eiland leeft stammen af van een kudde van twaalf die in 1893 werd aangekocht en verscheept naar het eiland.

## Fauna op Antelope Island
Naast de al vermelde gaffelbokken treft men op het eiland ook dikhoornschapen, stekelvarkens, dassen, coyotes en rode lynxen aan. Een groot aantal watervogels voedt zich met een pekelkreeftjessoort die voorkomt in het Great Salt Lake, ondanks dat 25 % van zijn volume zout is.

## Geologie
Frary Peak, 2010 m hoog, is het hoogste punt van het eiland. Het oudste gesteente op het eiland is gneis, een metamorf gesteente, 1,7 miljard jaar oud en te zien op het zuidelijk twee derde gedeelte. Dit deel is zo oud als het gesteente dat men aantreft op de bodem van de Grand Canyon. Het noorden bestaat uit kwartsiet dat 550 miljoen jaar geleden afgezet werd in een ondiepe zee. Het jongste gesteente op het eiland is kalktuf, te zien bij Buffalo Point. Het zijn geconcentreerde afzettingen van calciumcarbonaat toen Lake Bonneville zich tot hier uitstrekte.

## De dijkweg
In 1969 kwam een 11 km lange aarden dijkweg klaar die Antelope Island met Salt Lake City verbond. In dat jaar werd Antelope Island een deel van Antelope Island National State Park en bij Bridger Bay bouwde men een aantal voorzieningen voor de bezoekers zoals picknickplaatsen en plekken waar men kon zwemmen.
Vanaf 1981 volgden een paar jaren met uitzonderlijk veel regenval. Het waterpeil steeg van 1280 m naar 1284 m; de dijkweg was onbruikbaar en het eiland niet meer toegankelijk. Vanaf 1990 verhoogde de druk om de situatie te veranderen. In 1993 kwam een nieuwe dijkweg klaar. Anno 2021 is het een tolweg - 15 $ per voertuig.

## Afbeeldingen

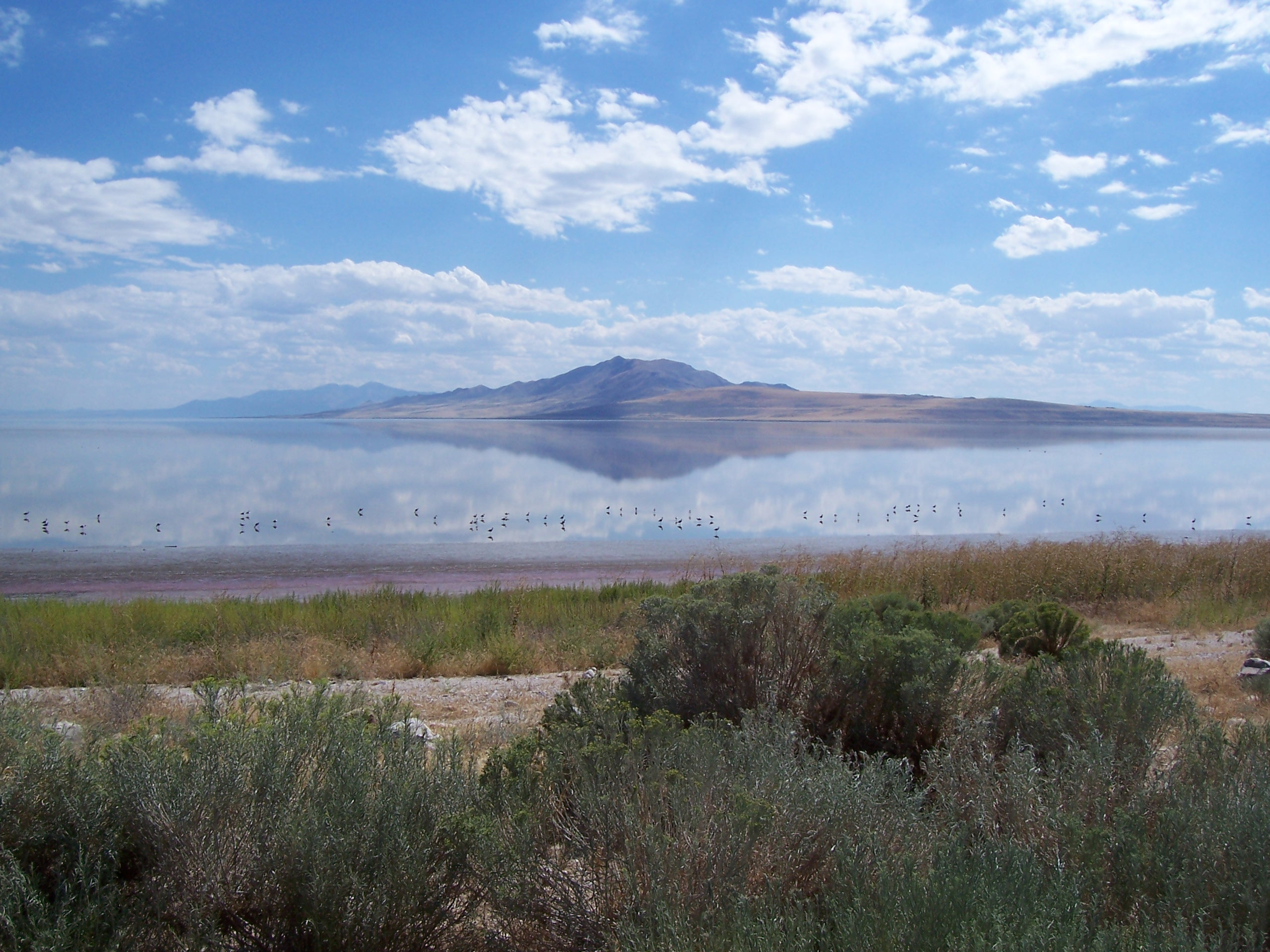
Antelope Island vanaf de dijkweg
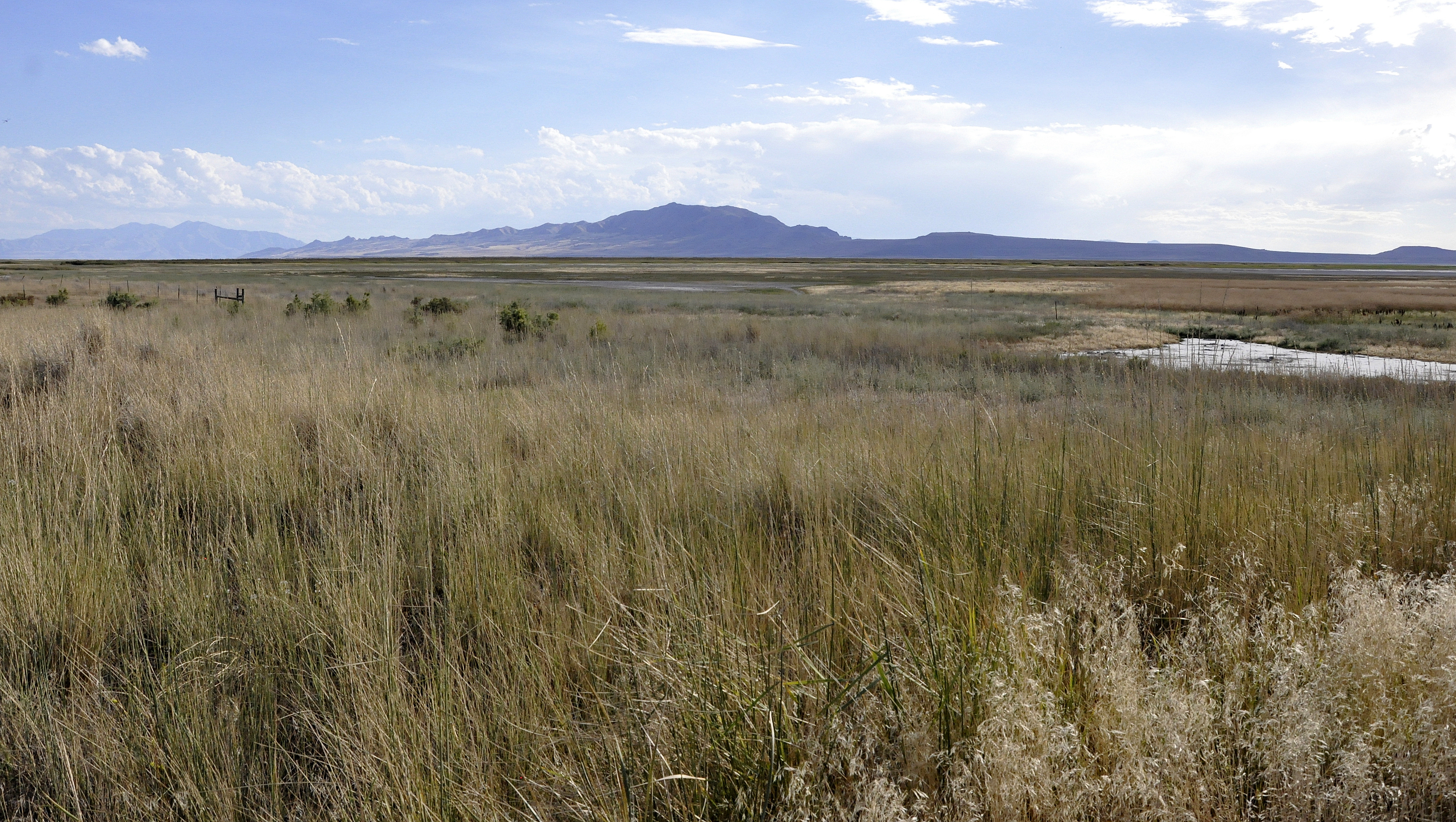
De heuvels van Antelope Island op de achtergrond terwijl Salt Lake op de voorgrond gedeeltelijk droog ligt ingevolge lage waterstand
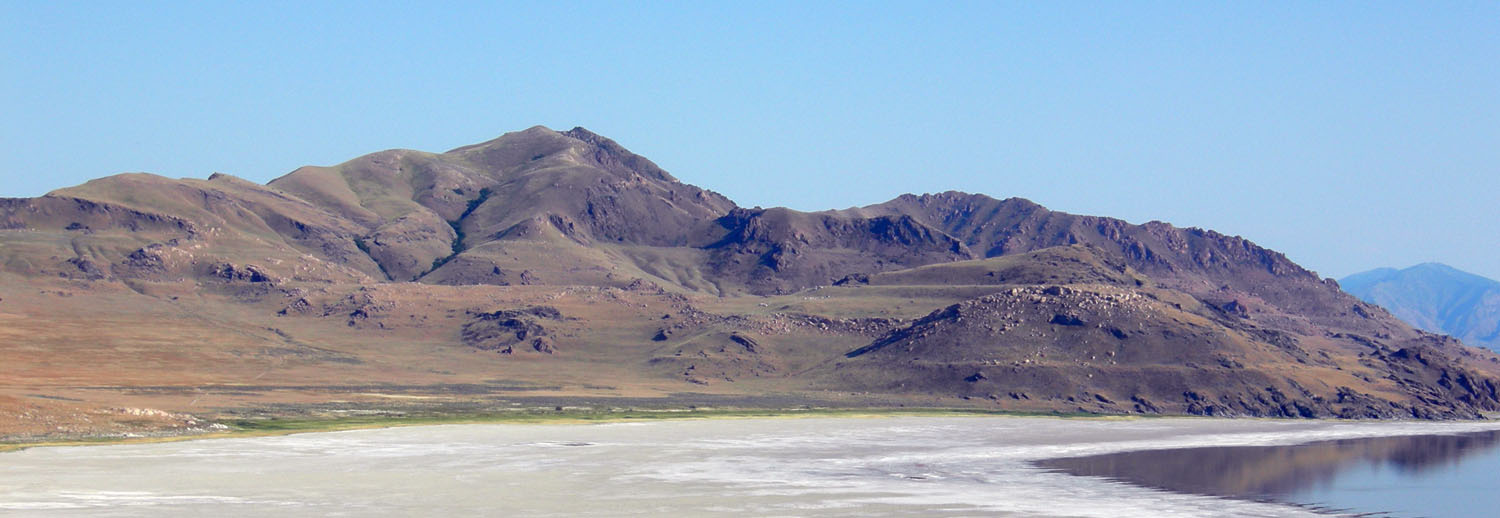
Platformen, ontstaan door golven van Lake Bonneville
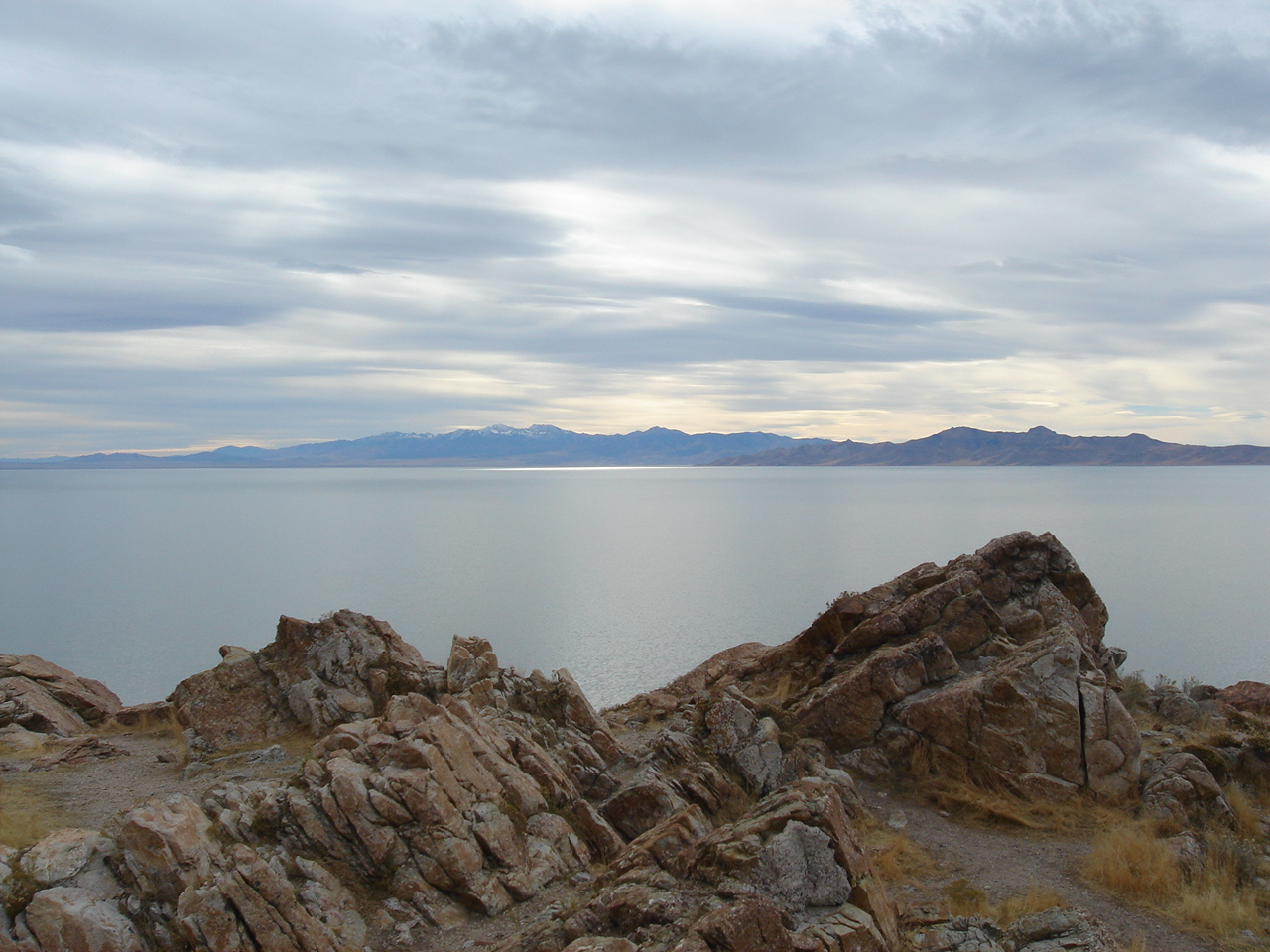
Antelope Island vanaf Buffalo Point